# Zjensjjina, kotoraja pojot
Zjensjjina, kotoraja pojot (russisk: Женщина, которая поёт) er en sovjetisk spillefilm fra 1978 af Aleksandr Orlov.

## Medvirkende
- Alla Pugatjova - Anna Streltsova
- Alla Budnitskaya - Masja
- Nikolaj Volkov - Andrej
- Aleksandr Khochinskij - Valentin
- Vadim Aleksandrov - Ivan Stepanovitj Klimkin